# Aéroport d'Ulukhaktok-Holman
L'aéroport d’Ulukhaktok-Holman  est un aéroport situé dans les Territoires du Nord-Ouest, au Canada. Ouvert en 1978, il est notamment desservi par la compagnie Canadian North.

## Compagnies aériennes et destinations
| Compagnies     | Destinations           |
| -------------- | ---------------------- |
| Aklak Air      | Inuvik                 |
| Canadian North | Kugluktuk, Yellowknife |

Édité le 20/05/2025